# Bolitoglossa celaque
Bolitoglossa celaque es una especie de salamandra de la familia Plethodontidae; en Honduras se conoce comúnmente como salamandra. Es endémica del sudoeste de Honduras y de la zona fronteriza de El Salvador. Su hábitat natural son los montanos húmedos subtropicales y
está amenazada de extinción debido a la destrucción de su hábitat.

## Hábitat
Esta especie vive en los grandes bosques nubosos del parque nacional Montaña de Celaque, en el altiplano a más de 2500 m s. n. m., en bromelias terrestres del género Griegia y se desconocen sus poblaciones actuales.

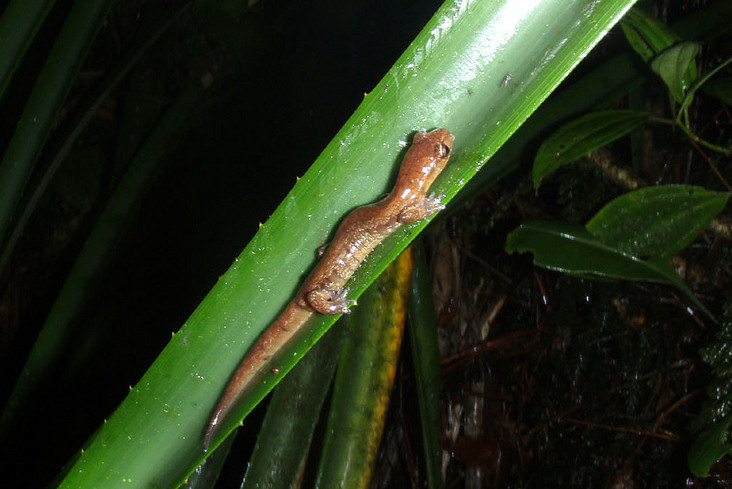
Una salamandra (Bolitoglossa celaque) en su hábitat natural.